# رينك
رينك (بالألمانية: Rieneck) هي place with town rights and privileges و بلدة ألمانية تقع في ألمانيا في Main-Spessart.